# Theodor Wiegand
Theodor Wiegand (Bendorf, 30 oktober 1864 - Berlijn, 19 december 1936) was een bekende Duitse archeoloog.
Wiegand werd geboren in Bendorf, in de Rijnprovincie, een provincie van Pruisen. Hij studeerde aan de universiteiten van München, Berlijn en Freiburg. In 1894 werkte hij onder Wilhelm Dörpfeld bij de opgraving van de Atheense Akropolis. Van 1895 tot 1899 deed hij opgravingen in de oude Griekse stad Priëne, en van 1899 tot 1911 werkte hij in Milete. Hij nam deel aan de opgravingen van het heiligdom van Didyma (1905-11) en van Samos (1910-11). In Pergamon ontdekte hij in 1927 de arsenalen van de burcht op de Akropolis en groef hij het grote heiligdom van Asklepios buiten de stad op. Hij voltooide ook de opgravingen in Baalbek in Libanon en publiceerde de resultaten.
Van 1899 tot 1911 werkte hij voor de musea van Berlijn als buitenlands directeur in Constantinopel, de hoofdstad van het Ottomaanse Rijk, en was hij wetenschappelijk adviseur van de Duitse ambassade ter plaatse. Van 1912 tot 1930 werkte hij als directeur van de afdeling Oudheden in de musea van Berlijn, toen zij het Pergamonmuseum voor oude architectuur bouwden. Hij overleed in Berlijn.
- Bibsys: 90775011
- Bibliothèque nationale de France: cb12164772m (data)
- Catàleg d'autoritats de noms i títols de Catalunya: 981058510912406706
- CiNii: DA03246834
- Gemeinsame Normdatei: 118767801
- International Standard Name Identifier: 0000 0000 8091 3336
- Library of Congress Control Number: n83165522
- Nationale Bibliotheek van Tsjechië: uk20181002630
- Nationale Bibliotheek van Israël: 987007269799505171
- Nationale Bibliotheek van Polen: a0000002470442
- Nederlandse Thesaurus van Auteursnamen: 068900880
- Istituto Centrale per il Catalogo Unico: PALV041272
- Système universitaire de documentation: 030178193
- Semantic Scholar: 121751590
- Union List of Artist Names: 500090698
- Virtual International Authority File: 12347811
- WorldCat: E39PBJrGwxKBT76tMgPCt4YByd